# Отто Біляйт
Отто Біляйт (нім. Otto Bieleit) — німецький льотчик-ас, віцефельдфебель Імперської армії (жовтень 1918).

## Біографія
Учасник Першої світової війни. Першу перемогу здобув 2 вересня 1918 року під час польотів у складі 45-ї винищувальної ескадрильї. Після переходу в 66-ту винищувальну ескадрилью збив ще чотири ворожі літаки.